# بارنکوو
بارنکوو (به آلمانی: Barnekow) یک شهر در آلمان است که در نوردوست‌مکلنبورگ واقع شده‌است. بارنکوو ۶۵۴ نفر جمعیت دارد.